# Сетевой маркетинг
Сетевой маркетинг (или многоуровневый маркетинг; англ. multilevel marketing, MLM) — концепция реализации товаров и услуг, основанная на создании сети независимых дистрибьюторов (сбытовых агентов), каждый из которых, помимо сбыта продукции, также обладает правом на привлечение партнёров, имеющих аналогичные права. При этом доход каждого участника сети состоит из комиссионных за реализацию продукции и дополнительных вознаграждений (бонусов), зависящих от объёма продаж, совершённых привлечёнными ими сбытовыми агентами.
Сетевыми компаниями могут применяться и несколько иные схемы выплаты вознаграждения сбытовым агентам. Так, в Великобритании компания Amway выплачивает вознаграждение в зависимости от объёмов полученных розничных заказов на продукцию компании. В США Amway Global выплачивает бонусы в зависимости от «показателей, достигнутых в течение месяца» (monthly productivity).
Сетевой маркетинг может рассматриваться как форма внемагазинной розничной торговли, особый вид прямых (персональных) продаж, при которой сбытовые агенты (дистрибьюторы) фирмы-производителя самостоятельно устанавливают, в первую очередь, на основе личных связей, прямые контакты с потенциальными покупателями. Продажи обычно осуществляются на дому у покупателя. Продав покупателю определённый товар, дистрибьютор предлагает ему за установленный процент от объёма продаж найти новых покупателей; тем, в свою очередь, предлагают на тех же условиях найти очередных покупателей и т. д. Таким образом создаётся многоуровневая сеть покупателей-продавцов (в различных сетевых компаниях их называют по-разному — партнёрами, независимыми владельцами бизнеса, дилерами, консультантами, консультантами по продажам, независимыми агентами и т. д.)).
Многоуровневый сетевой маркетинг используется такими фирмами, как Zepter International, Vitamax, Oriflame, Nature’s Sunshine Products, Talk Fusion, Avon Products, Neways, Faberlic, Amway, Mary Kay, Primerica (ранее — A.L. Williams), Shaklee, Kirby.
Мировой сетевой бизнес оценивается приблизительно в 150—200 млрд долл. Крупнейшие корпорации имеют оборот от 5 до 9 млрд долл. в год.
В ряде стран — например, в Южной Корее, КНР и США — существуют законодательные ограничения на деятельность компаний сетевого маркетинга.

## История
История сетевого маркетинга ведёт своё начало с 1945 года, когда американские предприниматели Lee S. Mytinger и William S. Casselberry стали национальными дистрибьюторами компании «Nutrilite Products», положив в основу своей деятельности принципы сетевого маркетинга, получившие в дальнейшем широкое распространение.
В конце 1950-х в США были созданы две компании, которые к настоящему времени стали наиболее мощными представителями этого сектора экономики, — Shaklee и Amway (последняя была создана Ричем ДеВосом и Джеем Ван Энделом в 1959 году под названием «American Way Corporation»).
Расцвет отрасли пришёлся на 1980-е — 1990-е годы. К середине 1990-х годов сетевые компании предлагали потребителям какие угодно товары и услуги — от косметики, белья и предметов искусства до автомобильных шин, электробытовых приборов, компьютеров и услуг междугородной телефонной связи.

### Сетевой маркетинг в США
На начало 2000-х годов формальное регулирование деятельности MLM-компаний введено в шести штатах США (Джорджия, Мэриленд, Нью-Йорк, Нью-Мексико, Вайоминг и Луизиана) и Пуэрто-Рико. Законодательство, регулирующее деятельность MLM-компаний, обычно предусматривает следующие требования:
- право сбытовых агентов на разрыв соглашений с MLM-компаниями и обязательство компаний принимать обратно непроданную продукцию по цене не ниже 90% от первоначальной;
- запрет на использование при привлечении новых сбытовых агентов заявлений, гарантирующих им тот или иной уровень дохода;
- запрет на установление минимального количества продукции, которое сбытовой агент обязан приобрести у компании при заключении соглашения;
- запрет схем, предусматривающих оплату лишь деятельности по привлечению (рекрутированию) новых сбытовых агентов.

В то же время во многих штатах США, не имеющих законодательного регулирования деятельности MLM-компаний, действуют законы, запрещающие создание и использование схем финансовых пирамид. На основании этих законов осуществляется контроль над возможными нарушениями в деятельности MLM-компаний.

### Сетевой маркетинг в России
В России первое практическое применение концепции сетевого маркетинга относится к началу 1990-х годов. Массовому привлечению людей в сетевые компании способствовала резко ухудшившаяся социально-экономическая обстановка. В первой половине 1990-х годов сетевой маркетинг был представлен не более чем десятком иностранных компаний с ассортиментом, включающим биологически активные добавки к пище и косметику (Herbalife, Oriflame, Amway, Mary Kay и др.). Участников вовлекали в сетевой маркетинг, обещая им быстрый большой заработок; потенциальных участников собирали в больших залах, где перед ними эмоционально выступали руководители компаний. При этом существовали многочисленные финансовые пирамиды, маскировавшиеся под сетевой маркетинг. Все это привело к тому, что многие стали считать сетевой маркетинг просто формой жульничества.
Во второй половине 1990-х годов стали появляться российские сетевые компании, занимающиеся выпуском своей собственной продукции или распространением продукции российских производителей («Русская линия» (Faberlic), «Сибирское здоровье» и др.).

### Сетевой маркетинг в КНР
В КНР с 1998 по 2005 год прямые продажи были запрещены в связи с появлением множества криминальных «пирамидных» схем, действовавших под видом компаний прямых продаж, в деятельность которых оказались вовлечены многие миллионы участников, что вылилось в массовые беспорядки и социальную напряжённость.
В связи с запретом десять иностранных компаний прямых продаж, которым было разрешено осуществлять деятельность в КНР, были вынуждены изменить систему ведения бизнеса и продавать свою продукцию через розничные торговые точки и торговых представителей.
С 1 ноября 2005 года в связи с обязательствами Китая перед ВТО запрет был снят, однако на организацию прямых продаж были наложены жёсткие ограничения. Лишь 14 из 200 компаний прямых продаж, действовавших в стране, смогли пройти лицензирование на осуществление такой деятельности, в том числе четыре китайских и десять многонациональных компаний (включая Avon, Amway, Mary Kay Inc.). Переход на новую схему и получение лицензий потребовали дополнительных капиталовложений. Так, например, компании Amway, начавшей деятельность в КНР в 1995 году, пришлось затратить немалые средства на перестройку своей сети из 180 тыс. прямых продавцов и переход на новую бизнес-модель, предусматривающую наличие точек розничной продажи, сервисной сети, дистрибьюторов и прямых продавцов. Часть бывших прямых продавцов получили статус региональных дистрибьюторов и официальных работников компании.
Несмотря на ограничения, приведшие к повышению эксплуатационных расходов и снижению продаж, крупные сетевые компании приняли решение продолжить деятельность на китайском рынке, исходя из его высокого потенциала. К середине 2007 года лицензии на осуществление прямых продаж имели уже 14 многонациональных и пять местных компаний:
- Avon (China) Ltd.;
- Nu Skin (China) Daily-Use & Health Products Ltd.;
- Pro-Health (China) Daily-Use & Health Products Ltd.;
- YOFOTO Daily-Use & Health Products Ltd.;
- Oriflame Cosmetics (China) Co., Ltd.;
- Kasly-Ju (Tianjin) Ltd.;
- For You Group L.L.C;
- Mary Kay (China) Cosmetics Ltd.;
- Amway (China) Daily-Use & Health Products Ltd.;
- Perfect (China) Daily-Use & Health Products Ltd.;
- Guangdong Apollo (Group) Co., Ltd.;
- Nanfang Lee Kum Kee Co., Ltd.;
- Herbalife (China) Daily-Use & Health Products Ltd.;
- Shaklee (China) Co., Ltd;
- Liaoning Yilishen Tinxi Group Ltd.;
- Nanjing JOYMAIN Technology Development Ltd.;
- New Era Health Industry (Group) Co., Ltd.;
- Guangdong Kang Li Medicines Co., Ltd.;
- Beijing Luo Mai Pharmaceutical Ltd.

## Привлекательность сетевого маркетинга
Работа в сетевой компании может быть привлекательной для тех, кто нуждается в дополнительном заработке и располагает свободным временем, либо для тех, у кого есть возможность работать лишь по гибкому графику (студенты, молодые матери и пр.). Согласно результатам исследований, проведённых Ассоциацией прямых продаж (англ. The Direct Selling Association, США), 90% сбытовых агентов MLM-компаний заняты менее 30 часов в неделю, а 50% — менее 10 часов в неделю.
Работа в сетевом маркетинге является одной из форм частного предпринимательства. Для начинающих может быть удобна тем, что для открытия «своего бизнеса» не требуется крупных вложений. При этом, однако, одного желания стать успешным предпринимателем недостаточно, и лишь незначительная доля тех, кто пытается работать в сетевом бизнесе, остаётся в нём надолго и получает солидные доходы.
С точки зрения самих MLM-компаний, можно говорить о следующих достоинствах сетевого маркетинга:
- применение прямых продаж позволяет обеспечить экономию на рекламе и торговых площадях;
- сбыт, основанный на демонстрации исключительности собственного товара, может быть эффективнее, чем сбыт через магазины, в которых представлен широкий ассортимент аналогичных товаров;
- компания может воспитать лояльных клиентов, которые предпочитают покупать только у знакомых им людей;
- компании стимулируют повышение объёмов продаж значительными комиссионными выплатами дистрибьюторам.

Сетевые компании лучше переживают экономические кризисы, чем линейный бизнес. Некоторые трудности возникают у тех компаний, которые ориентированы на финансовые услуги или реализацию дорогого товара. В период кризиса может наблюдаться даже увеличение интереса к сетевому бизнесу — люди пытаются подстраховаться, не имея твёрдой уверенности в том, что их рабочее место в безопасности, и нередко приходят в сетевой маркетинг.
Сетевой маркетинг позволяет человеку самостоятельно выбирать темпы роста, график и занятость, а также партнёров по бизнесу. Дистрибьютор взаимодействует в сети на партнёрских условиях, что позволяет избежать отношений подчинённости. Большинство компаний проводит для дистрибьюторов различные тренинги, в том числе направленные на стимулирование развития личности..
В сетевых компаниях люди регулярно получают публичное признание своих результатов. Улучшение личных показателей приводит к росту дохода дистрибьюторов. Но это также приводит к росту доходов всей компании. Поэтому в сетевом маркетинге обычно складывается атмосфера взаимопомощи и партнерства. Компании регулярно проводят встречи, на которых поздравляют своих дистрибьюторов, достигших определённого уровня.

## Принципы работы
По мнению Джона Вон Эйкена, чем дольше работает человек и чем больше у него клиентов, тем больше дохода он получает от своей деятельности. Со временем бизнес начинает работать на него. В условиях сетевого маркетинга гораздо важнее не количество личных клиентов, а количество привлеченных дистрибьюторов (рефералов), размер созданной сети.

### Базовые принципы построения трудовых отношений MLM-компаний с дистрибьюторами
В отношениях с дистрибьюторами и клиентами МЛМ-компании обязаны руководствоваться законодательством страны, в которой они работают. Например, вне зависимости от заявлений МЛМ-компаний, дистрибьютором в Российской Федерации (далее — РФ) и на Украине имеют право становиться люди, которым исполнилось 18 лет (возраст присвоения полной гражданской дееспособности.
Как было указано выше, в шести штатах в США законодательно урегулирована МЛМ-деятельность и среди прочего запрещено обещать дистрибьютору заработок в определённом размере. В то же время, если рассматривать законодательство РФ и Украины, то можно увидеть, что в РФ «Заработная плата работнику устанавливается трудовым договором», на Украине — коллективным и трудовым договором и её размер «не может быть ниже прожиточного минимума трудоспособного населения». Как правило, отношения с дистрибьюторами в известных международных МЛМ-компаниях (Amway, Herbalife, Mary Kay, Oriflame) строятся на договорной основе, а это означает, что договор МЛМ-компании с дистрибьютором не является разновидностью трудового договора, а вознаграждение не является формой заработной платы. Соответственно, на дистрибьютора не распространяются социальные гарантии, предусмотренные для наёмных работников.

### Базовые принципы и требования для получения статуса «дистрибьютор»
Законодательство страны не регулирует условия, которые должен выполнить человек, чтобы стать дистрибьютором. Их определяют внутренние нормативные документы МЛМ-компаний. Как правило, чтобы стать дистрибьютором МЛМ-компании, необходимо выполнить ряд требований. В каждой МЛМ-компании эти требования отличаются, но характерной чертой является требование купить или продать продукцию МЛМ-компании на определенную сумму.
Например, чтобы стать дистрибьютором Amway на Украине, нужно:
1. обратиться к действующему «дистрибьютору» или зарегистрироваться на сайте компании;
2. заполнить бланк договора;
3. заказать определенный набор продукции;
4. оплатить фиксированную ежегодную одноразовую компенсацию за административные услуги[34].

В свою очередь, в качестве другого примера можно привести компанию Bing Han International, которая предъявляет для кандидатов в «дистрибьюторы» в России похожие требования, но с некоторыми существенными отличиями:
1. обратиться в офис компании или зарегистрироваться на сайте;
2. получить рекомендации от 2 действующих дистрибьюторов;
3. купить или продать 1 товар компании;
4. посетить 5 тренингов компании.

Руководство этой компании мотивирует своё требование о посещении тренингов тем, что только после них дистрибьютор будет действовать в соответствии с миссией компании, принципами и правилами её работы. При этом компания Amway, как и многие другие, тоже декларирует требование к дистрибьюторам соответствовать миссии компании и её принципам, но официально не требует от кандидатов посещать свои тренинги для получения статуса дистрибьютора.

## Критика
Деятельность компаний, использующих методы сетевого маркетинга, зачастую вызывает споры в обществе, а сами MLM-компании время от времени становятся субъектами судебных разбирательств. Спорные аспекты МЛМ:
- сходство сетевого маркетинга с мошенническими схемами финансовых пирамид;
- обвинения в ценовых сговорах (фиксировании цен на предлагаемую продукцию);
- фактическое принуждение начинающих дистрибьюторов к непроизводительным расходам на начальном этапе (участие в платных обучающих семинарах, тренингах и других мероприятиях, приобретение учебных материалов и пр.);
- подчёркнутый упор на расширение сети за счёт привлечения новых участников нижнего уровня, в ущерб увеличению фактических продаж;
- поощрение (а иногда даже принудительное введение) практики закупки дистрибьюторами продукции MLM-компании для собственного пользования;
- потенциальная возможность эксплуатации личных отношений в качестве канала рекрутирования новых участников сети и способа обеспечения расширения продаж;
- приглашения на встречи без пояснения конкретной цели;
- не информирование потенциальных участников о возможных финансовых рисках, о потенциальном разрушении сети из-за выхода людей, терпящих неудачу.
- применение чрезмерно усложнённых компенсационных схем;
- использование специфических ритуалов и приёмов, имеющих целью поддержание энтузиазма обычных участников и ревностного служения своей компании.

Деятельность компаний сетевого маркетинга зачастую проходит вне правового поля. Товар не принимается обратно и не обменивается, как это положено по закону о правах потребителя. Не возвращаются деньги за нереализованный товар, бывают случаи мошенничества.
В июне 1987 года в журнале Money Magazine была опубликована статья, в которой утверждается, что дистрибьюторы сетевых компаний, ожидающие дохода в миллионы долларов и продающие огромное количество товара, после вычета расходов, связанных с бизнесом, получали очень незначительную прибыль. Некоторым даже пришлось заложить собственную недвижимость. Таким образом в штате Техас в США было вложено 300—400 тысяч долларов в 1986 году в ныне не существующую компанию Starcom.
Многоуровневый маркетинг часто сравнивают с финансовыми пирамидами. Однако в статье журнала Money Magazine подчёркивается, что законные структуры, имеющие форму пирамиды, в сетевом маркетинге состоят из дистрибьюторов, которые делают деньги, прежде всего, на продажах конкретного товара лично и приглашёнными ими людьми нижних уровней. К действующим по закону относятся Amway, the Ada, Mich. company, Shaklee, A.L. Williams. В судебном процессе, длившемся с 1975 по 1979 год, было установлено, что план по продажам и маркетингу Amway не является незаконной пирамидальной схемой.
Помощник главного адвоката Флориды Fred Hochsztein отмечает, что некоторые фирмы сетевого маркетинга законны, но множество их — нет. Незаконные компании дают своим дистрибьюторам возможность делать деньги не на продаже товара, а на взимании платы за вхождение в компанию новым дистрибьюторам.
Даже законные компании часто не уведомляют потенциальных дистрибьюторов об истинных размерах расходов и усилий, которые потребуются для устойчивого дохода в этом бизнесе, в то время как рассылки и коммерческие брошюры компаний содержат щедрые обещания. Например, согласно материалам Amway, средний работающий дистрибьютор зарабатывает 76 долларов в месяц.
Некоторые дистрибьюторы быстро меняют компании и продают товары сразу нескольких компаний сетевого маркетинга.
Сетевой маркетинг часто критикуется представителями Русской православной церкви, которые называют компании, использующие для реализации товара сетевую концепцию, коммерческими культами. По их мнению, каждая такая компания не имеет собственного религиозного учения, но имеет культ богатства и благополучия, что порицается. Сетевые компании смешиваются с движениями Нью Эйдж, обвиняются в насильственном изменении мировоззрения человека и создании психологической зависимости. Иерей Сергий Дащенко считает: «Подобная психологическая зависимость в святоотеческом богословии называется пороком, когда человек уже не в силах что-либо исправить. В таком случае психотерапевтическое воздействие может оказать Сам Господь по молитвам родственников».